# Eggerding
Eggerding là một đô thị thuộc huyện Schärding thuộc bang Oberösterreich, Áo. Đô thị Eggerding có diện tích 22 km², dân số thời điểm năm 2006 là 1253 người.